# Nelson Teich
Nelson Luiz Sperle Teich (Río de Janeiro, 24 de julio de 1957) es un oncólogo, consultor de salud y empresario brasileño. Fue ministro de Salud de Brasil, durante el gobierno de Jair Bolsonaro, entre abril y mayo de 2020.

## Biografía

### Formación académica
Estudió medicina en la Universidad del Estado de Río de Janeiro (UERJ), realizando la residencia médica en el Hospital de Ipanema en 1987, y especializándose en oncología clínica en el Instituto Nacional del Cáncer en 1990. En 1998, realizó una maestría en administración de la salud del Instituto de Postgrado e Investigación en Administración de la Universidad Federal de Río de Janeiro (COPPEAD - UFRJ). En 2006, también completó una maestría en administración de empresas del Instituto Brasileño de Mercados de Capitales (IBMEC).
Realiza un doctorado en la Universidad de York, donde también obtuvo una maestría en evaluación económica para la evaluación de tecnología de salud.
Es miembro del consejo editorial del American Journal of Medical Quality.

### Carrera
Fundó el Grupo Oncología Clínica Integrada (COI) en 1990, y fue su presidente hasta 2018. En 2009, fundó la organización no gubernamental COI Institute of Management, Education and Research, de la cual es presidente pro bono, que realiza investigaciones y proyectos clínicos relacionados al cuidado del cáncer.
Entre 2010 y 2011, fue consultor del Hospital Israelita Albert Einstein de São Paulo.
Es socio de Teich & Teich Health Care, una compañía que apoya la gestión de la salud, y director ejecutivo de MedInsight. También se desempeñó como consultor informal en la campaña presidencial de Jair Bolsonaro en 2018, y fue citado para asumir el Ministerio de Salud, que inicialmente fue asumido por Luiz Henrique Mandetta. Entre septiembre de 2019 y enero de 2020, se desempeñó como asesor del Secretario de Ciencia, Tecnología e Insumos Estratégicos del Ministerio de Salud, Denizar Vianna, de quien fue socio en el MDI Instituto de Educação e Pesquisa (que funcionó entre 2009 y 2019).

### Ministro de Salud
Fue nombrado ministro de Salud de Brasil el 16 de abril de 2020, tras la renuncia de Luiz Henrique Mandetta, quien había estado en desacuerdo con el presidente Jair Bolsonaro durante semanas sobre la política de aislamiento social durante la pandemia de enfermedad por coronavirus. Aceptó el cargo después de reunirse con el presidente el mismo día, asumiendo oficialmente como ministro al día siguiente. Sin embargo, casi un mes más tarde, el 15 de mayo, renunció a su cargo, debido a que también tuvo desavenencias con Bolsonaro en la forma de enfrentar la pandemia.